# 금어로
금어로(Geumeo-ro)는 경기도 용인시 처인구 유방동에서 포곡읍 금어리까지 이어지는 용인시도로, 총 연장은 6.411 km이다. 도로의 명칭이 유래된 것은 행정 구역의 명칭인 금어리을 이용하여 "금어"로 부여되었기 때문이다.

## 역사
- 2010년 2월 12일 : 도로명으로 금어로를 고시

## 주요 경유지
- 용인시
  - 처인구
    - 유방동 - 고림동 - 포곡읍 (금어리)

## 접촉하는 도로
- 경안천로
- 둔전로
- 한금로